# Grigori Baklànov
Grigori Baklànov   (Vorónej, 11 de setembre de 1923 - Moscou, 23 de desembre de 2009), nom complet amb patronímic Grigori Iàkovlevitx Baklànov, rus: Григо́рий Я́ковлевич Бакла́нов (cognom real Fridman, rus: Фри́дман), fou un escriptor i guionista soviètic i rus i un dels representants de l'anomenada "prosa de tinent". Membre de la Unió d'Escriptors Soviètics.

## Biografia
Grigori Iàkovlevitx Friedman va néixer al sí de la família jueva formada per Iàkov Minaiévitx Fridman (1893-1933),oficinista, i Ida Grigórievna Kantor (1892-1934), dentista.
Baklànov va quedar orfe a l'edat de dotze anys.Quan va començar la Gran Guerra Patriòtica, treballava com a reblador a la 18a planta d'avions,que produïa avions d'atac a terra Il-2. Amb només disset anys, es va presentar voluntari per anar al front, i es convertí en el soldat més jove del seu regiment. El 1942 es va unir al PCUS.Des de 1943 va lluitar al sud-oest i al 3r front ucraïnès i va participar en l'alliberament de Kixinev (l'actual capital de Moldàvia), Romania, Sofia, Budapest i Viena. El seu germà gran, Iuri Iàkovlevitx Fridman (1921-1941) va morir al front.
El setembre de 1943 va resultar ferit a prop de la ciutat de Zaporíjia. Durant les batalles de desembre de 1944 a prop de Székesfehérvár va rebre l'Orde de l'Estrella Roja. També se li van concedir medalles per la conquesta de Budapest i Viena, per la victòria sobre Alemanya, el 1985 i l'Orde de la Guerra Patriòtica de 1er grau. El final de la Segona Guerra Mundial el va trobar a Viena, ja amb el grau de lloctinent, com a cap d'd'intel·ligència d'un batalló d'artilleria.
| «                                 | Quan vaig tornar a casa des del front, tenia 21 anys. Vaig tornar de la guerra amb la ferma convicció que el més important de la meva vida ja s'havia fet. Era extremadament fàcil per a mi llavors. No volia fer cap carrera, era absolutament indiferent al que em passaria després. Estava fermament convençut que la feina principal de la meva vida ja havia estat realitzada. | » |
| — Grigori Baklànov. Autobiografia | |   |

Tanmateix, després de la retirada de l'exèrcit d'ocupació soviètic de Viena, va estudiar del 1946 al 1951 a l'Institut de Literatura Maksim Gorki.Entre els seus companys d’estudis hi havia Vladímir Tendriakov, Vladímir Soloukhin i Iuri Bóndarev.El mateix any de la seva graduació, va començar a publicar el conte "Vigovor" a la revista Krestiankaamb el seu propi nom, Fridman. Des de 1952 va utilitzar el pseudònim de Baklànov. El 1956 fou admès a la Unió d'Escriptors Soviètics.
Les seves primeres històries entre 1950 i 1955 tracten sobre la vida al kolkhoz. El 1957/1958 es va dedicar a la novel·la i va descriure experiències, sense adorns, a la línia del front durant la Segona Guerra Mundial. A la seva novel·la Juliol del 41, rus: Июль 41 года, del 1965, abordava les purgues estalinistes del 1937 i el col·lapse militar després de l'avanç de la Wehrmacht de manera molt més vívida i intransigent que Konstantín Símonov, com afirma Siegfried Lokatis.Després d'aquesta primera novel·la, tot i no estar formalment prohibit, no es va tornar a publicar cap llibre seu a l’URSS durant 14 anys.
El 1979 obtingué el reconeixement definitiu amb la publicació de Per sempre 19, rus: Навеки – девятнадцатилетние, Naveki – deviatnadtsatilétnie, homenatge als seus companys de batalló, tots morts en combat. Aquesta obra fou descrita a The New York Times com un "relat penetrant de les experiències d'un soldat rus durant la Segona Guerra Mundial, a tocar, diguem...... de Res de nou en el front de l'oest d'Erich Maria Remarque".Per sempre 19 ha estat traduït a diverses llengües i amb ell va guanyar el Premi Estatal de l'URSS l’any 1982.
Durant els anys de la perestroika, com a redactor en cap de la revista Znàmia (1986-1993), Baklànov, com altres redactors en cap de les revistes “gruixudes” d’aquella època, va publicar obres prèviament prohibides: «Cor de gos» de Mikhaïl Bulgàkov, «Pel dret de la memòria» d'Aleksandr Tvardovski, «El fidel Ruslan» de Gueorgui Vladímov, «La nova cita» d'Aleksandr Bek, «Bé per a tu!» de Vassili Grossmani altres.
Baklànov va defensar la retirada de les tropes de l'Afganistan i contra la primera guerra txetxena. L'octubre de 1993, va signar la Carta dels quaranta-dos. A l'abril del 2000, va signar una carta de suport a la política del recentment elegit president rus Vladímir Putin a Txetxènia. El 2004 va publicar un povest publicitari titulat Kumir, rus: Кумир ("Idol"), dirigit contra Soljenitsin.
Va ocupar alts càrrecs a la Unió d'Escriptors. Va ser president de la comissió sobre patrimoni literari de Kamil Ikràmov (des de 1990), copresident de la Fundació Znàmia (des de 1993), del diari Kultura (des del 1996), de la Junta Estratègica de la Fundació Iniciativa Cultural (llavors Open Society Institute), membre del PEN Club rus, del consell de l'autor de l'Acadèmia Russa d'Educació (des de 1993), del Consell del president de la Federació Russa de Cultura i Arts (1996-2001), del Consell de la Societat Històrica i Educativa Internacional «Memorial» i de l'organització interregional pública Akadémia rossíiskogo iskusstva (des de 1995).
El 1997, Baklànov va rebre el Premi Estatal de la Federació Russa per la seva novel·la I togdà prikhódiat marodiori, rus: И тогда приходят мародеры («I després vingueren els bandits»). La novel·la representa la il·legalitat i la corrupció de Rússia dels anys noranta com a resultat de l'estalinisme, que mai havia estat arrencat al país. La novel·la acaba simbòlicament: una banda de neofeixistes russos ataca i mata el protagonista principal, un veterà de la Segona Guerra Mundial.
Va morir el 23 de desembre del 2009 a Moscou.Va ser enterrat al cementiri de Troiekúrovskoie.
Les novel·les de Baklànov han estat traduïdes a molts idiomesi publicades a 36 països del món.A més, molts dels seus llibres han estats duts al cinema o escenificats al teatre.